# Раи (народ)
Раи (бахинг, кирата) — этническая общность в Непале, обитающая на территории между реками Арун и Дуд-Коси. Относится к группе киратов. Общая численность 640 тыс. человек, но также 20 тыс. человек проживают в Бутане, а в Индии насчитывается до 70 тыс.
Говорят на языках киранти тибето-бирманской ветви языков, которые делятся на три ветви:
- западная (бассейн р. Дуд-Коси): языки думи, тхулунг, кхалинг, бахинг, сунвар, джерунг, тилунг, вамбуле, кои, ваю;
- центральная: языки бантава, чамлинг, дунгмали, пума, сампанг, начеринг, саам, чуква, кулунг;
- восточная: языки баямпху, пхангдували, мугали, атхпария, белхария, чхулунг, чхинтанг, меваханг, лохорунг.

Носители языков лимбу, якха и часто сунвар обычно не включаются в раи.
По религиозному составу большинство — приверженцы синкретической религии кират-мундхум, сочетающей элементы традиционных культов, индуизма и буддизма; есть индуисты, буддисты и христиане. В Индии сохраняют традиционные верования и являются индуистами. В основном занимаются земледелием, скотоводством, охотой.